# كزافييه بيريز
كزافييه بيريز (بالكتالونية: Xavier Pérez)‏ هو دراج أندوري، ولد في 15 يناير 1968 في Les Escaldes ‏ في أندورا.

## وصلات خارجية
- كزافييه بيريز على موقع أرشيف الدراجات (الإنجليزية)
- كزافييه بيريز على موقع إحصائيات الدراجات الإحترافية (الإنجليزية)
- كزافييه بيريز على موقع نسبة الدراجات (الإنجليزية)
- كزافييه بيريز على موقع أوليمبيديا (الإنجليزية)